# Vestre Toten
Vestre Toten é uma comuna da Noruega, com 249 km² de área e 12 627 habitantes (censo de 2003).         